# Óscar Lagos
Óscar Abraham Lagos Núñez (né le 17 juin 1973 à Villa de San Francisco au Honduras) est un footballeur international hondurien, qui évoluait au poste de milieu de terrain.

## Biographie

### Carrière en sélection
Avec l'équipe du Honduras, il joue 18 matchs (pour aucun but inscrit) entre 1995 et 2001. Il figure notamment dans le groupe des sélectionnés lors des Gold Cup de 1996 et de 2000.
Il participe également à la Copa América de 2001, où le Honduras termine troisième.

## Palmarès
- Champion du Honduras en 1997 (A), 1998 (C), 1999 (A), 2000 (C) avec le CD Motagua